# أنتوني ولف
أنتوني ولف (بالإنجليزية: Anthony Wolfe)‏ (مواليد 23 ديسمبر 1983) هو لاعب كرة قدم. يلعب مع منتخب ترينيداد وتوباغو لكرة القدم. سبق له أن لعب في كأس العالم لكرة القدم مع منتخب بلاده.

## روابط خارجية
- أنتوني ولف على موقع قاعدة بيانات كرة القدم.إي يو (الإنجليزية)
- أنتوني ولف على موقع ناشيونال فوتبول تيمز (الإنجليزية)
- أنتوني ولف على موقع Soccerway.com (الإنجليزية)